# UFC Fight Night: Sanchez vs Riggs
UFC Fight Night: Sanchez vs. Riggs (noto anche come UFC Fight Night 7) è stato un evento di arti marziali miste tenuto dall'Ultimate Fighting Championship il 13 dicembre 2006 al MCAS Miramar vicino a San Diego, California.  È stato il primo evento UFC ad aver luogo in una base militare.  Il pubblico era composto quasi interamente da Marines degli Stati Uniti di stanza a Miramar; solo cinque paia di posti erano a disposizione del pubblico tramite asta.  Tutti i proventi dell'asta sono andati ai programmi di qualità della vita dei servizi comunitari del Corpo dei Marines per i marines e le famiglie.
La trasmissione di due ore ha ottenuto una valutazione complessiva di 1,3 su Spike TV. Il libro paga del combattente rivelato per l'evento era di $ 163.000.

## Risultati

### Card preliminare
- Incontro categoria Pesi Medi:  Logan Clarke contro  Steve Byrnes

Clarke sconfisse Byrnes per decisione unanime (30–27, 30–27, 29-28).
- Incontro categoria Pesi Welter:  Brock Larson contro  Keita Nakamura

Larson sconfisse Nakamura per decisione unanime (29-28, 29-28, 29-28)
- Incontro categoria Pesi Mediomassimi:  David Heath contro  Victor Valimaki

Heath sconfisse Valimaki per decisione divisa (29-28, 28-29, 29-28)
- Incontro categoria Pesi Welter:  Luigi Fioravanti contro  Dave Menne

Fioravanti sconfisse Menne per KO Tecnico (pugni) a 4:44 del primo round.
- Incontro categoria Pesi Medi:  Alan Belcher contro  Jorge Santiago

Belcher sconfisse Santiago per KO (calcio alla testa) a 2:45 del terzo round.

### Card principale
- Incontro categoria Pesi Welter:  Marcus Davis contro  Shonie Carter

Davis sconfisse Carter per decisione unanime (30-26, 29-28, 30-27)
- Incontro categoria Pesi Welter:  Karo Parisyan contro  Drew Fickett

Parisyan sconfisse Fickett per decisione unanime (30-27, 30-27, 30-27).
- Incontro categoria Pesi Welter :  Josh Koscheck contro  Jeff Joslin

Koscheck sconfisse Joslin per decisione unanime (30-27, 30-27, 30-27).
- Incontro categoria Pesi Welter:  Diego Sanchez contro  Joe Riggs

Sanchez sconfisse Riggs per KO (ginocchia e pugni) a 1:45 del primo round.